# Aron von Reis
Aron von Reis, ursprungligen Aron van Rees, född 30 augusti 1777 i Nederländerna, död 9 juni 1848 i Marstrand, var en holländsk-svensk affärsman, fabrikör och industrigrundare.

## Biografi

### Uppväxt
Aron von Reis föddes som son till tobaksfabrikören Andreas van Reis (alternativt kallad Anschel, Andries van Rees, Andreas wan Reijs, Anders von Reis) och Sara Aronsdotter Herfurt, han från Nijkerk, hon från Amsterdam, båda avlidna i Göteborg.

### Karriär
År 1815 startade han med Aron Magnusson det framgångsrika kattuntryckeriet Aronsdal i Göteborg. Magnussons och von Reis hustrur Fredrika Marcus och Lowisa Marcus var kusiner. Deras fabrik producerade årligen över 100 000 alnar bomullsväv och kattun. 1821 fick kompanjonerna var sin guldmedalj i Vasaordens band av kung Karl XIV Johan för sina industriella insatser. Kompanjonerna öppnade 1822 även Wäfveriet Lovisa Fredrica i Aronsdal (nuvarande Krokslätt), och familjen von Reis bodde i fabrikens lägenheter 1816-1823.

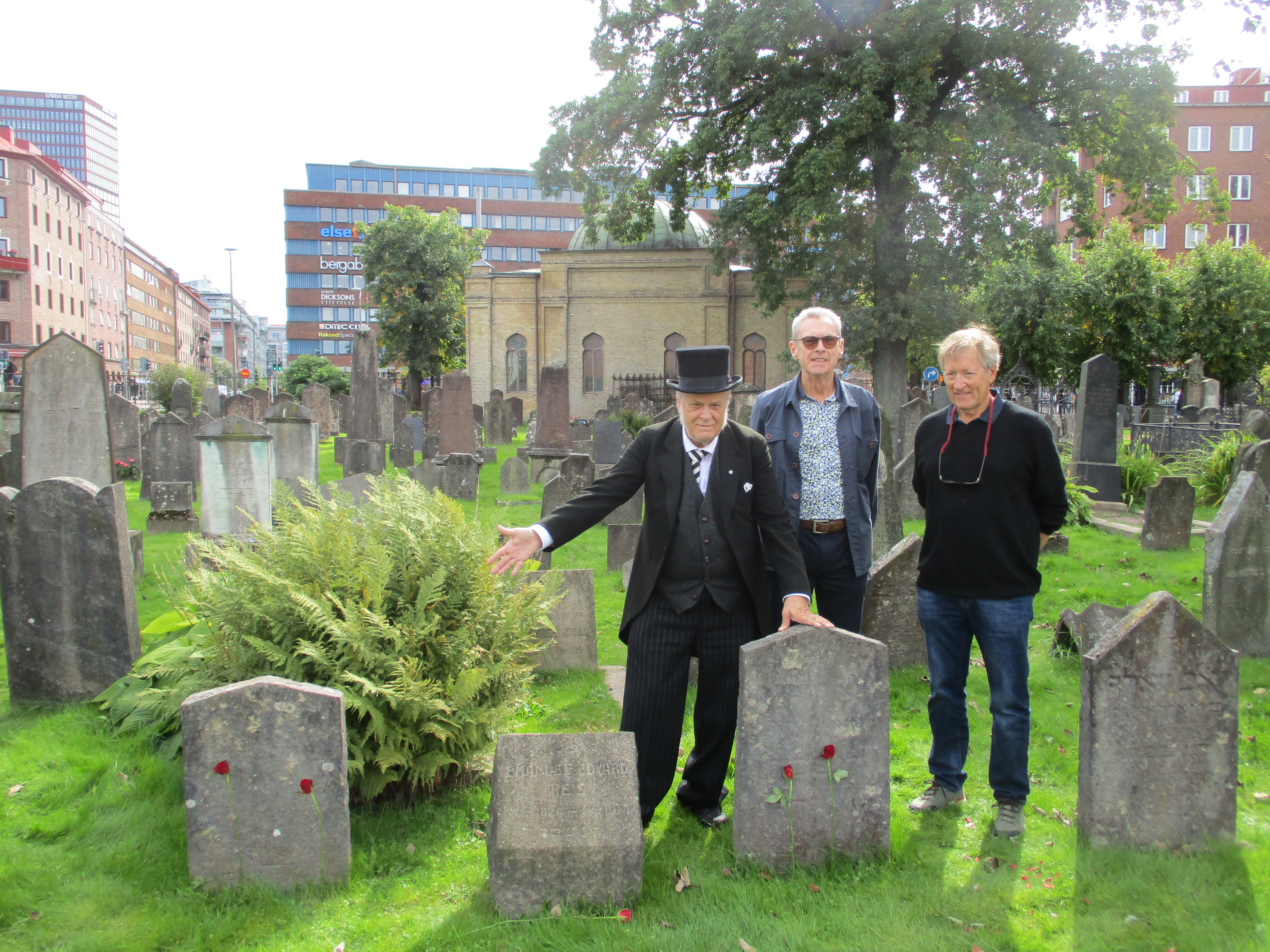
Svenska och amerikanska ättlingar besökte Lowisas och Arons gravar 2024.

### Familj
Liksom brodern Moses von Reis gifte sig Aron med en dotter till den kände församlingsledaren i Norrköping Jacob Marcus. Han blev med hustrun Lowisa far till 17 barn och stamfar för en stor svensk släkt med ättlingar som Isa Quensel, Magnus Uggla, Mattias Klum och Jens von Reis. Äldste sonen Axel von Reis blev en av de första eleverna på Göteborgs handelsinstitut, sonen Mauritz en av de första på Chalmers tekniska högskola och sonen Jacob (A. J.) en av Göteborgs första professionella fotografer. Sonsonen Gustaf Adolf von Reis den yngre var en av grundarna till företaget Albany Nordiskafilt. Om släkten von Reis har även Hugo Valentin skrivit. Paret gravsattes på gamla begravningsplatsen vid Svingeln i Göteborg. Aron von Reis var även bror till Joseph von Reis och morbror till Julius Bendix samt svåger till Aron Marcus; från ovannämnde brodern Moses härstammade Siri von Reis.